# Pier Maria III. de’ Rossi

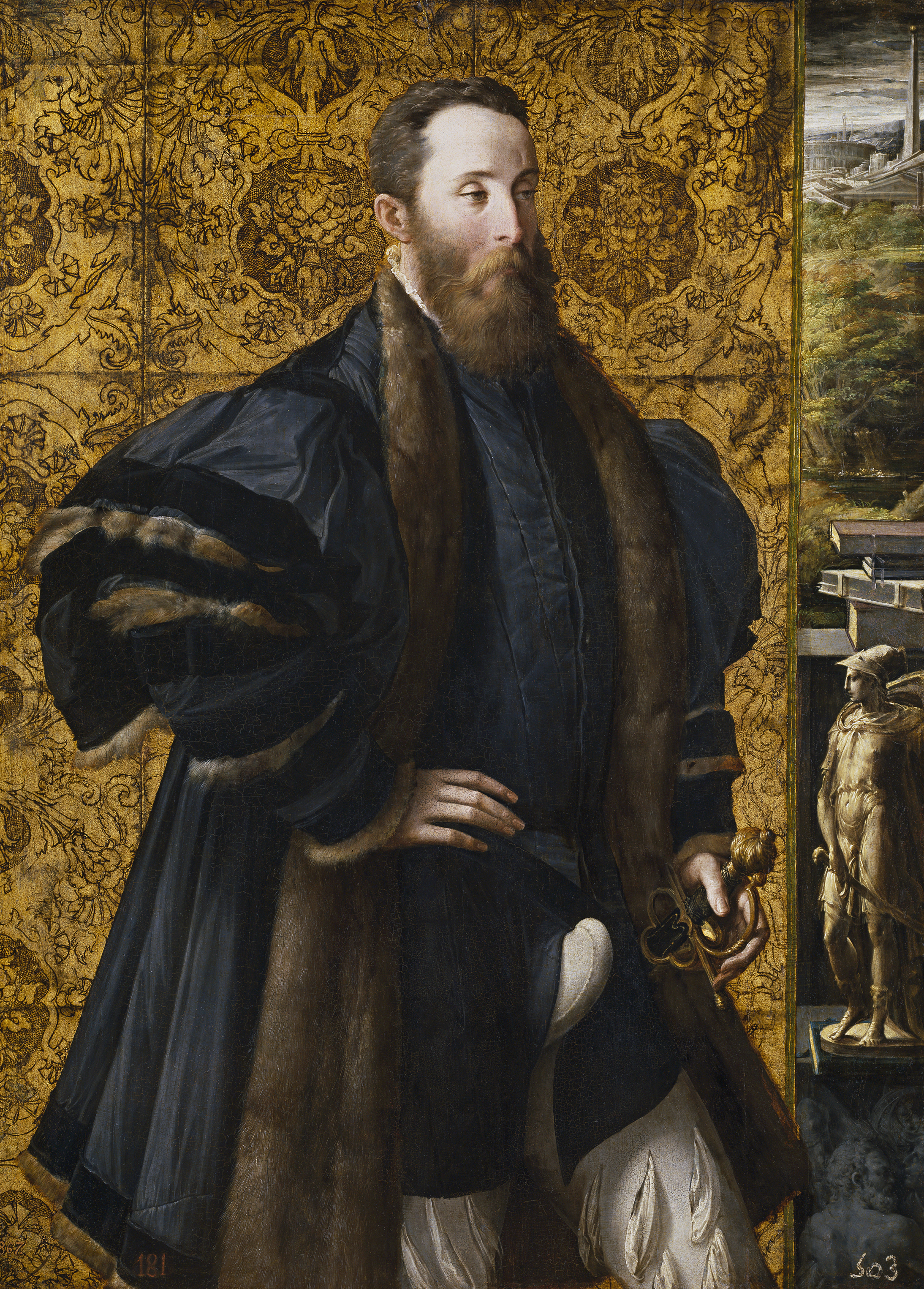
Porträt von Pier Maria III. de’ Rossi (Parmigianino, 1535–1539)

Pier Maria III. de’ Rossi (* 1504 in San Secondo; † 15. August 1547 ebenda) war ein italienischer Militär und Adliger, sowie 2. Markgraf von San Secondo.

## Biografie

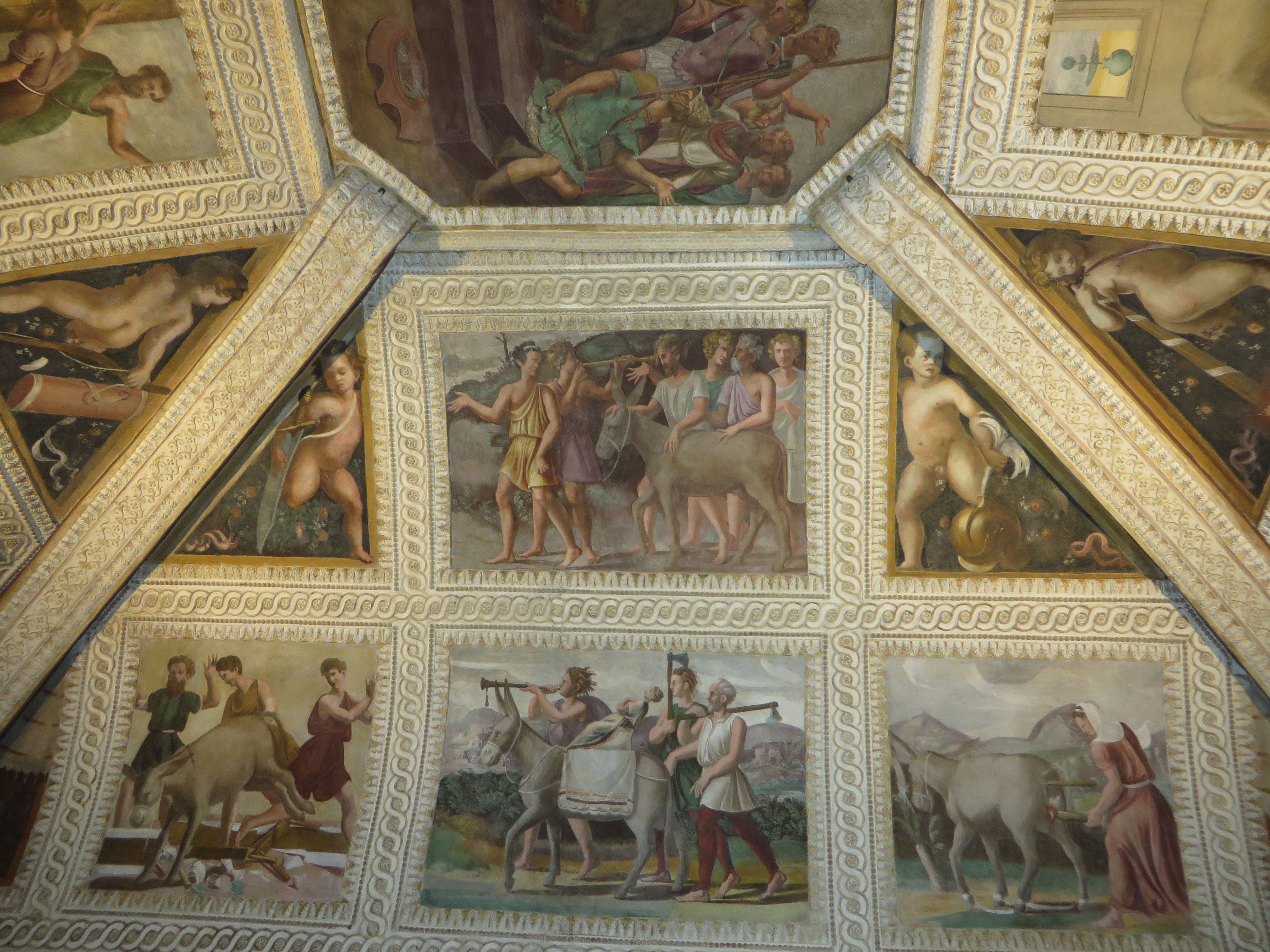
Rocca dei Rossi: Sala dell’Asino d’oro, das Geburtszimmer von Pier Maria III.

Pier Maria III. gehörte zur Familie Rossi von San Secondo und war der Sohn von Troilo I. de’ Rossi und seiner Gattin, Bianca Riario, der Tochter von Girolamo Riario und Caterina Sforza; Bianca war auch die Schwägerin von Giovanni dalle Bande Nere. Der Bischof Giovan Girolamo de’ Rossi war einer seiner Brüder und Angela de’ Rossi eine seiner Schwestern.
Er und sein fast gleichaltriger Onkel Giovanni wuchsen am Hof der Medici auf. Nach dem Tod des Vaters 1521 wurde er Markgraf von San Secondo, aber Regentin war zunächst seine Mutter Bianca Riario, da er noch minderjährig war. Nachdem er von den Rossis von Corniglio seiner Besitzungen beraubt worden war, gelangte er dank des Einschreitens seines Onkels Giovanni de’ Medici, der die Usurpatoren 1522 in der Schlacht von San Secondo besiegte, wieder in den Besitz seiner Lehen.
Im Folgejahr, am 13. Februar 1523, heiratete er Camilla Gonzaga, die Tochter von Giovanni Gonzaga, dem Herrn von Vescovato, der ihm eine Mitgift von 6000 Dukaten in Geld, Juwelen, Kleidern und Einrichtungsgegenständen zusicherte.
Diese Ehe bildet den Kern der historischen Nachstellung des Palio delle Contrade di San Secondo.

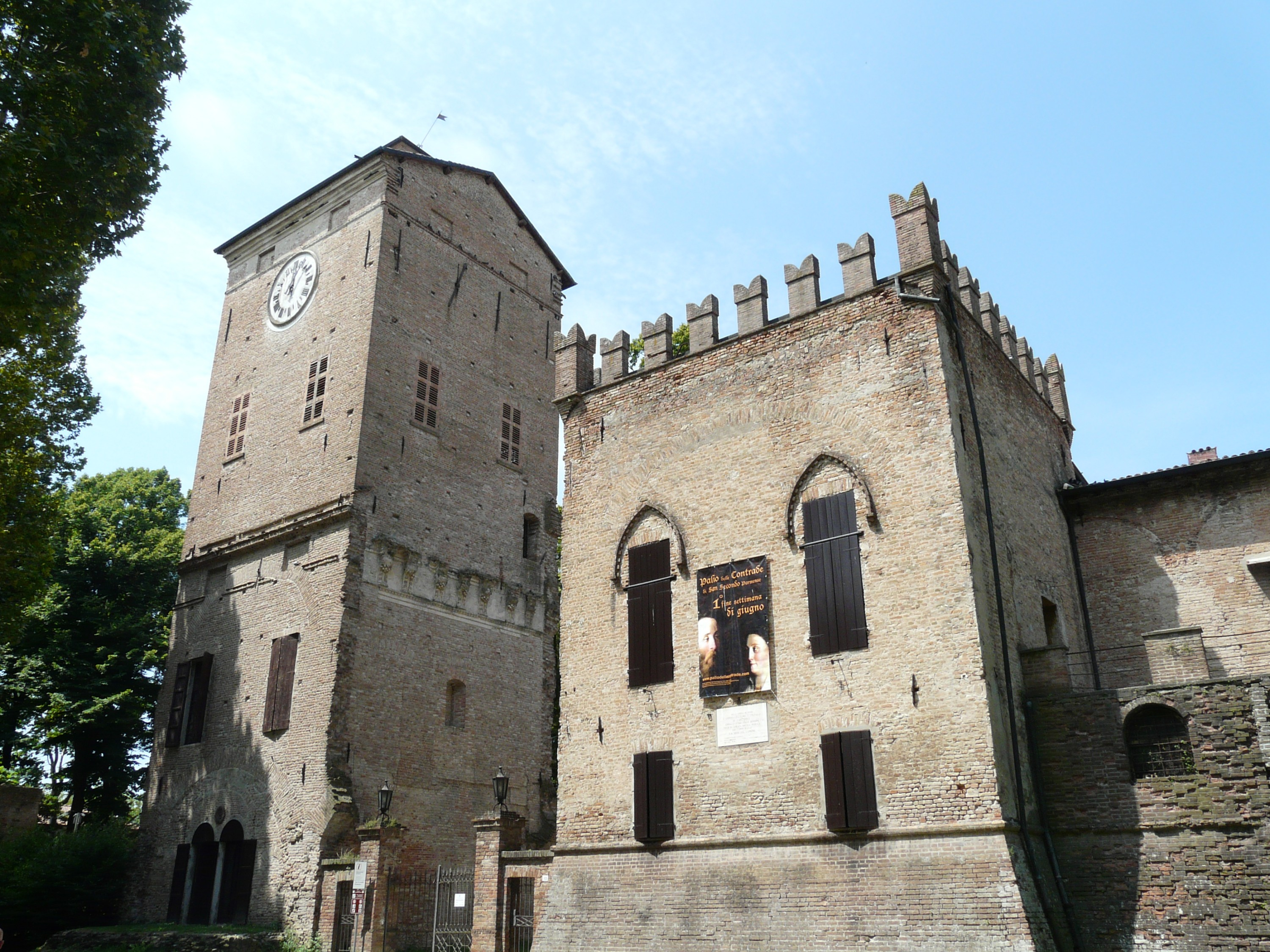
Rocca dei Rossi von San Secondo

1525 wurde er Teil der Bande Nere (dt.: Schwarzen Banden), 1526 nahm er an der Belagerung Mailands teil und wurde verwundet, 1527 war er zuerst in Rom anlässlich der Plünderung der Landsknechte, wurde später bei einem Waffengang in Terni verwundet und schließlich zur Verteidigung Apuliens geschickt, als die Franzosen in das Königreich Neapel einmarschierten. Bei der Belagerung von Florenz 1529–1530 war er an der Spitze der kaiserlichen Truppen. Als er mithin in die Dienste Kaiser Karls V. eintrat, war er mit ihm 1535 in Tunis, 1536 in der Provence und 1537 in Albanien zur Unterstützung der Venezianer in der Schlacht gegen die Türken, was ihm später das Privileg einbrachte, dass 1539 die Autonomie seiner Lehen von der benachbarten Stadt Parma bestätigt wurde. In diesen wurde Pier Maria III. von Parmigianino porträtiert, der den Quellen nach auch seine Gattin und die Kinder porträtierte: Dieses zweite Porträt, das – wie das des Gatten – im Prado hängt, ist aber in der Zuschreibung unsicherer.
Aber die Skandale, in die die Brüder Giulio Cesare und Giovan Girolamo de’ Rossi verwickelt waren, rückten sie in ein so schlechtes Licht, dass Papst Paul III. Pier Maria III. zwingen wollte, die Rocca dei Rossi in San Secondo abzureißen. Gerettet von seinen Verwandten, den Markgrafen von Mantua, die zu seiner Verteidigung geeilt waren, und von vielen italienischen Fürsten verachtet bot er seine Dienste 1542 dem französischen König Franz I. an, der ihn zum General und Ritter des Ordre de Saint-Michel machte. Im Flandernkrieg tat er sich zuerst bei der Belagerung von Landrecy hervor und dann beim Angriff auf der Engländer auf Boulogne-sur-Mer. Er pflegte eine umfangreiche Korrespondenz mit Pietro Aretino.
Pier Maria III. starb 1547 in San Secondo, wohin er sich wegen seiner zahlreichen Verwundungen, die er sich in den Kämpfen in Frankreich zugezogen hatte, zurückgezogen hatte.

## Ehrungen
- 1542: Ritter des Ordre de Saint-Michel

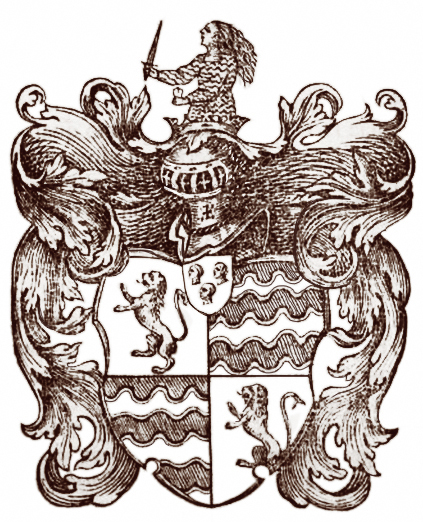
Wappen der Rossis von San Secondo

## Verwandte
Pier Maria III. und seine Gattin Camilla Gonzaga hatten zehn Kinder:
- Eleonora, Nonne;
- Laura, Nonne;
- Bianca, Nonne;
- Sigismondo (1524–1580), Condottiere;
- Giovanni;
- Ippolito (?–1561);
- Ercole;
- Troilo II. (1525–1591), dritter Markgraf von San Secondo;
- Federigo (1534–1569), Priester;
- Ippolito (1531–1591), Kardinal.